# The Battle of Gettysburg (film 1913)
The Battle of Gettysburg è un film muto del 1913 diretto da Charles Giblyn e da Thomas H. Ince.
Il film è conosciuto anche sotto il nome di The Battle at Gettysburg.
La sceneggiatura è firmata da Ince e da Charles Brown. Brown, qui al suo esordio come sceneggiatore, era un attore che lavorò anche ai testi dei film, firmando a vario titolo circa una ventina di pellicole. Le didascalie sono di C. Gardner Sullivan.
Il set e alcune scene del film (oggi perduto) furono utilizzati anche per la realizzazione del cortometraggio comico Cohen Saves the Flag diretto da Mack Sennett (1913).

## Trama
Una giovane donna, durante la Guerra di Secessione, è divisa tra l'amore per il fratello, che ha raggiunto l'esercito confederato, e quello per il suo fidanzato, un soldato unionista. I loro tre destini, come quelli di molti altri americani, vengono alterati dalla battaglia di Gettysburg: combattuta dal 1º al 3 luglio 1863, l'aspro combattimento vide perdente il generale confederato George Pickett.
Il presidente Lincoln pronunciò poi il 19 novembre 1863, alla cerimonia di inaugurazione del cimitero militare, il discorso di Gettysburg e sul campo di battaglia venne eretto un monumento a perenne ricordo di quel fatto storico.

## Produzione
Il film fu prodotto dalla New York Motion Picture e venne girato in California, a Malibù.

## Distribuzione
Distribuito dalla Mutual Film, il film uscì nelle sale cinematografiche statunitensi il 1º giugno 1913. Nel 1917, ne venne fatta una riedizione distribuita dalla Hiller & Wick Inc..
Il film è considerato perduto.